# Бер, Клаудия
Клаудия Бер (нем. Claudia Bär; 9 апреля 1980, Аугсбург, ФРГ — 28 сентября 2015, Ульм, Германия) — немецкая каноистка, многократный призёр чемпионатов мира.

## Биография
Выступала за клуб Kanu Schwaben Augsburg, затем как спортсменка представляла бундесвер. В 2010 г. победила в командном зачете на первенстве Европы в Харькове, а в 2011 г. — уже в личном зачете — в испанском Сео-де-Уржеле.
Скончалась вследствие онкологического заболевания.

## Спортивные достижения
Чемпионаты мира:
- 2003 — серебряный призёр в командном зачете K1
- 2006 — бронзовый призёр в командном зачете K1
- 2009 — бронзовый призёр в командном зачете K1
- 2011 — бронзовый призёр в командном зачете K1
- 2013 — серебряный призёр в командном зачете K1

Чемпионаты Европы:
- 2005 — серебряный призёр в командном зачете K1
- 2008 — чемпионка в командном зачете K1
- 2011 — чемпионка в личном зачете K1